# Cayo Bahía de Cádiz
Cayo Bahía de Cádiz är en ö i Kuba. Den ligger i den nordvästra delen av landet, 190 km öster om huvudstaden Havanna.